# Lipce (Jesenice)
Lipce (IPA: [ˈliːptsɛ]) è un insediamento (naselje) di 264 abitanti, della municipalità di Jesenice nella regione statistica dell'Alta Carniola in Slovenia.